# オー・ウーマン、オー・ホワイ
「オー・ウーマン、オー・ホワイ」（英語: Oh Woman,Oh Why）は、ポール・マッカートニーの楽曲。1971年2月にマッカートニーのソロデビューシングル「アナザー・デイ」のB面としてリリースされた。

## リリース
シングルはアメリカで5位、イギリスで2位を記録した。曲はマッカートニーの印象的な音の高低差の範囲が称賛された。SEに多くの銃声が使われており、この曲の見所のひとつでもある。

## スタイル
「オー・ウーマン、オー・ホワイ」は緊張感のあるブルース調のロッカーで、ポールの騒々しいヴォーカルが特徴である。デニー・シーウェルの雷のようなドラムと、タイトなギターのラインからソリッドさが生み出される。マッカートニーの強固な意思を表すヴォーカルは、彼のベスト曲の1つであり、このブルースベースのロッカーに説得力のある信憑性を付け加えている 。

## 後のリリース
「アナザー・デイ」と「オー・ウーマン、オー・ホワイ」はオリジナルアルバムには収録されなかったが、後に、2012年の『ラム』デラックス・エディションにボーナス・トラックとして収録された。
メキシコではEPに「アナザー・デイ」、「ジャンク」、「バレンタインデー」と共に収録、リリースされた。